# Muhàmmad Said Paixà (primer ministre)
Muhàmmad Said Paixà (àrab: محمد سعيد باشا) (1863-1928), fou dues vegades primer ministre d'Egipte. Era nascut a Alexandria de família d'origen turc.
El seu primer govern fou del 22 de febrer de 1910 al 5 d'abril de 1914 succeint al difunt Boutros Ghali Pasha. El va seguir Hussein Rushdi Pasha (1914-1919) fins al 12 d'abril de 1919; el 21 de maig de 1919 Muhammad Said Pasha va assolir altre cop el càrrec però només el va conservar fins al 19 de novembre de 1919 i el va succeir Yusuf Wahba Pasha.
Va morir el 1928.